# حبل

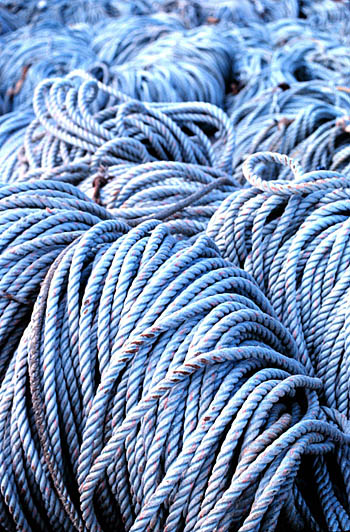
لفائف من الحبال تستخدم لصيد الأسماك بالخيوط الطويلة

الحَبْل هو مجموعة خطية من الثنيات، أو الخيوط أو الجدائل المفتولة أو المجدولة معًا لجمعها في شكل أكبر أو أقوى. أمَّا الحبَّال فهو من يصنعها.
تتميز الحبال بمقاومة الشد ولذلك يمكن استخدامها لأغراض السحب والرفع، ولكنها مرنة جدًا ولا تستطيع مقاومة الانضغاط. ونتيجة لذلك، فلا يمكن استخدامها في الدفع أو تطبيقات الانضغاط المماثلة. فالحبل أكثر سمكًا وقوة من حبال التركيب، والحبل الرفيع، والحبل الملفوف، والدبارة. والحبل هو عبارة عن ذراة وأجزاء لامتناهية في الصغر ملتصقة ببعضها البعض وعندما يتعرض الحبل لقوة فإن تلك القوة توزع على الحبل وتتمركز نصف تلك القوة وسط الحبل والنصف الآخر على باقي اطراف الحبل اليمنى واليسرى (على اجزاء كل طرف) كما تكون متناضرة بالنسبة لمنتصف الحبل والقوة التي يتعرض إليها نهاية الحبل معدومة.

## الصناعة

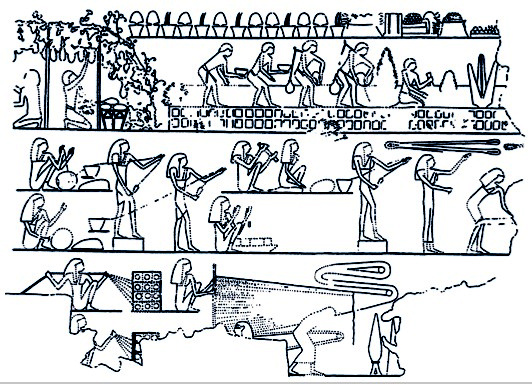
صنع الحبال عند قدماء المصريين.

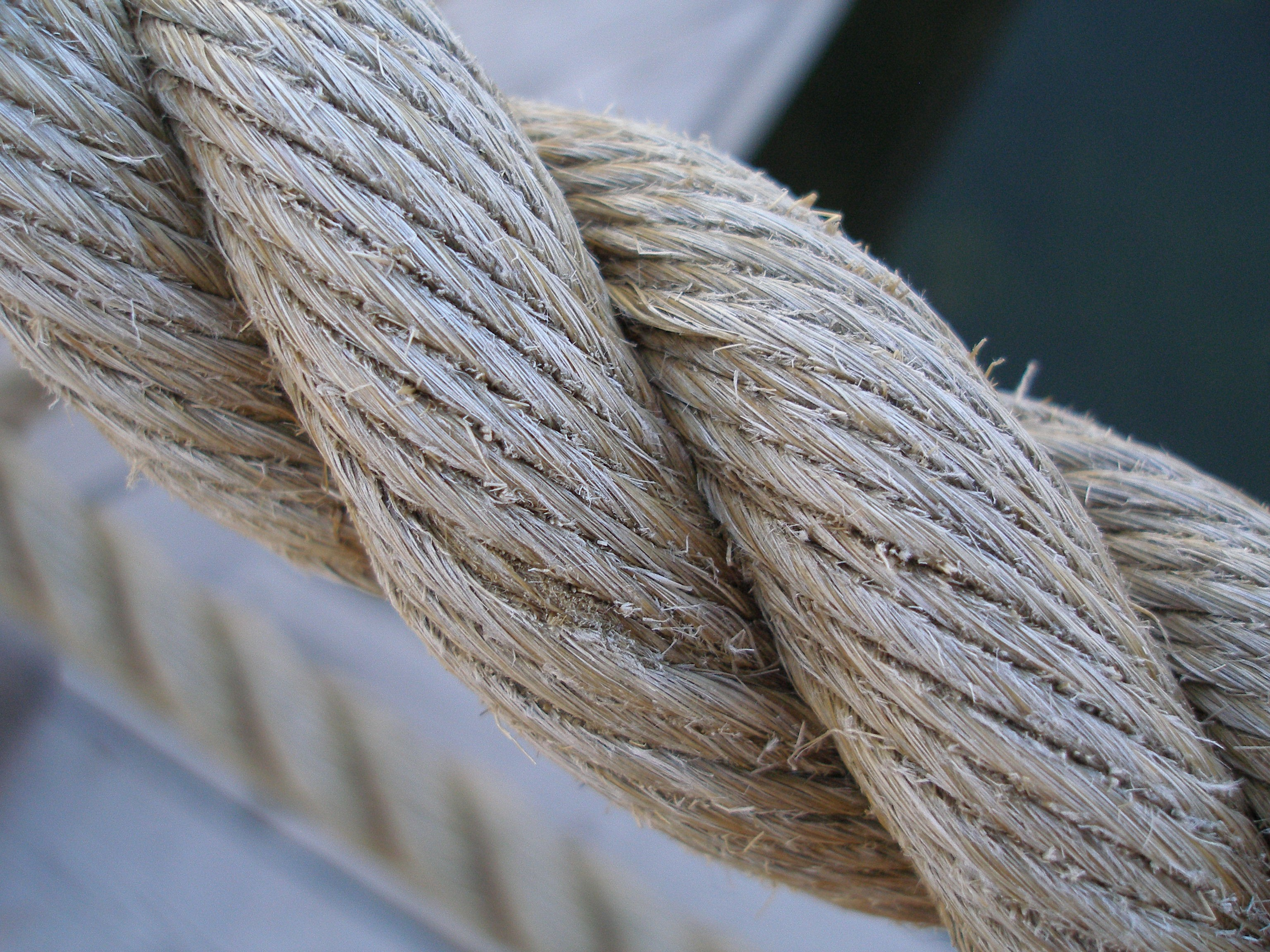
حبل مجدول من ثلاث جدائل من الألياف الطبيعية

صنع قدماء المصريين الحبال لاستخدامها في جر الأثقال ونصب المسلات وبناء السفن وغيرها من الاستخدامات.
قد تتكون الحبال من أي مادة ليفية طويلة، خيطية ولكنها تتكون بوجه عام من ألياف طبيعية أو صناعية معينة. وتعد حبال الألياف الصناعية أقوى بكثير من نظرائها من الألياف الطبيعية، ولكنها تشوبها أيضا بعض العيوب، بما في ذلك الانزلاق. ويسمى صانع وبائع الحبال بالحَبَّال.
ومن أنواع حبال الألياف الطبيعية الشائعة قنب مانيلا، والقنب، والكتان، والقطن، والليف الهندي، والجوت، والقش، والسيزال. أما الألياف الصناعية التي تستخدم في صنع الحبال فهي بولي بروبيلين، والنايلون، ومتعدد الإستر (مثل بولي إيثيلين تيرفثالات، وبوليمر الكريستال السائل، ومتعدد الإيثيلين عالي الكثافة، والفيكتران)، ومتعدد الإيثيلين (مثل داينيما وسبكترا)، والأراميد (مثل التوارون، وتيكنورا وكيفلر) وأكريليك (مثل درالون). تتكون بعض الحبال من خليط من ألياف متعددة أو استخدام ألياف البوليمر المشترك. وقد تصنع الحبال أيضًا من المعدن. تصنع الحبال من مواد ليفية أخرى مثل الحرير، والصوف، والشعر، ولكن مثل هذه الحبال ليست متوفرة بشكل عام. وعن الرايون فهو نوع من الألياف المعاد تشكيلها تستخدم لصنع أحبال الزخرفة.

## الاستخدام
للحبل أهمية قصوى في مجالات متنوعة مثل الإنشاء، والنقل البحري، والاستكشاف، والرياضة، والستائر، والمسرح، والاتصالات، حيث إنها تستخدم منذ عصر ما قبل التاريخ. من أجل ربط حبل، ابتكر عدد كبير من العقد لتوائم استخدامات لا حصر لها. تستخدم البكرات لإعادة توجيه قوة سحب لاتجاه آخر، وقد تستخدم الفائدة الآلية مما يسمح للجدائل المتعددة للحبل بتبادل الحمولة ومضاعفة القوة المطبقة لهذه الغاية. أما المرفاع والرحوية فهي آلات مصممة لسحب الحبال.

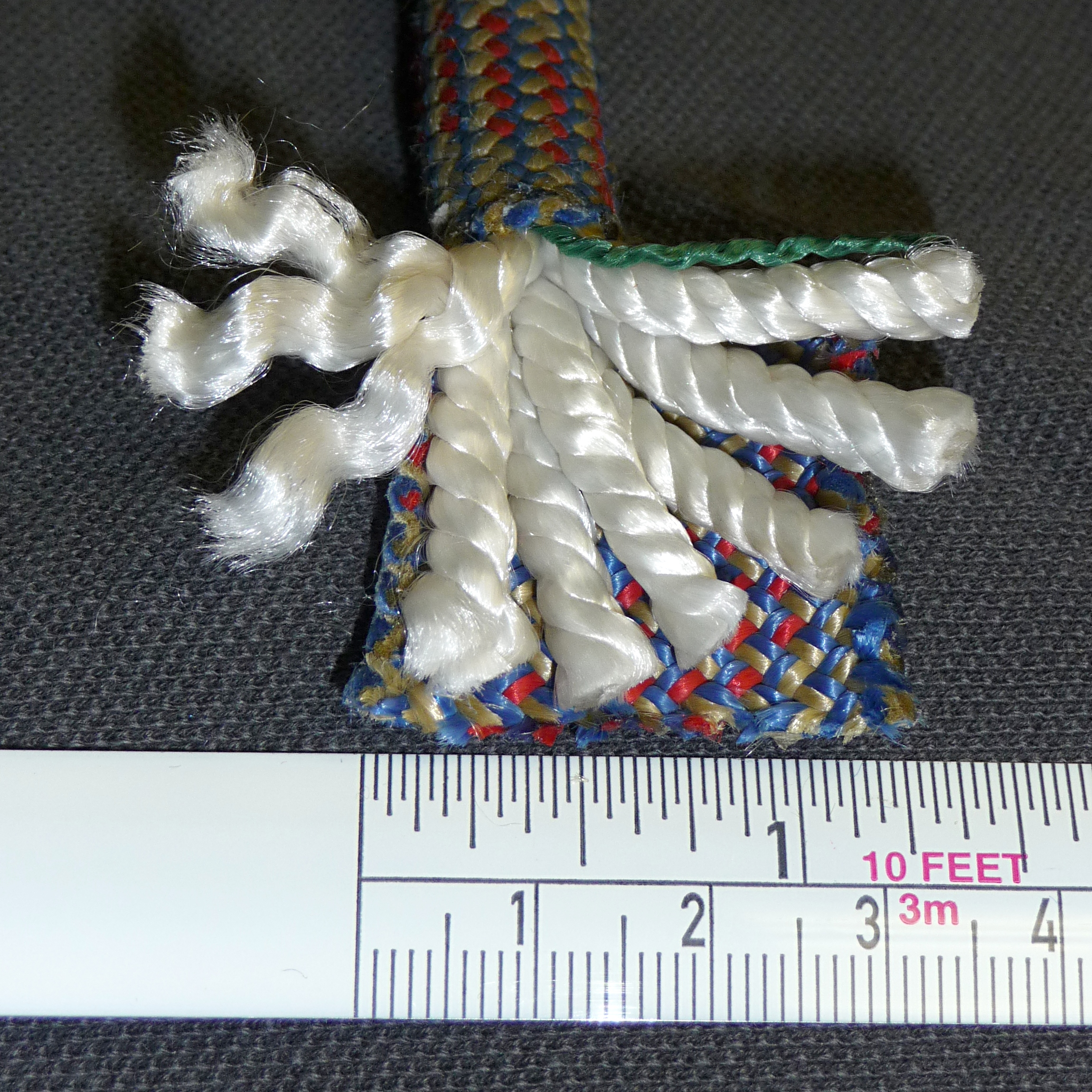
حبل ديناميكي كيرنمانتل لتسلق الصخور مع قطع غمد يظهر خيوط القلب المفتولة والمغزولة.

### حبال تسلق الصخور
استخدمت رياضة تسلق الجبال الحديثة الحبال المعروفة باسم الحبال «الديناميكية» استخدامًا مكثفًا، وهي نوع من الحبال صمم ليتمدد تحت الحمل بطريقة مرنة من أجل استيعاب الطاقة اللازمة لحماية الشخص من السقوط دون إيجاد قوة كبيرة تؤدي إلى إصابته بجروح. تستخدم هذه الحبال عادة صناعة كيرنامنتل، كما هو في أدناه. تستخدم الحبال «الساكنة» في التخييم في المغارات، ونزول الجبال، وتطبيقات الإنقاذ، حيث صممت لأقل تمدد ولا تستخدم في أغراض الحماية من السقوط. وفي مؤتمر للاتحاد الدولي لتسلق الجبال (UIAA)، مع اللجنة الأوروبية لتوحيد المقاييس (CEN) وضعت معايير التسلق بالحبال والإشراف على الاختبار. وأي حبل يحمل وسم الشهادة GUIANA أوCE فهو مناسب لتسلق الجبال. وعلى الرغم من معاناة مئات الآلاف من المتسلقين من السقوط، فهناك حالات قليلة مسجلة من قطع حبل التسلق ليتسبب في حوادث سقوط، وتعزى تلك الحالات القليلة إلى ضرر سابق في الحبل، أو تلوثه. ومع ذلك، فإن حبال التسلق تنقطع بسهولة عندما يكون هناك حمل. ولذلك فإن ابقاءها بعيدًا عن الحواف الحادة أمر ضروري.
وتأتي حبال تسلق الجبال إما للاستخدام الفردي، أو المزدوج، أو الاستخدام الزوجي. فالحبل الفردي هو الأكثر شيوعًا والغرض منه هو لاستخدامه من قبل نفسه، كجديلة واحدة. يتراوح سمك الحبال الفردية من 9 مم إلى 11 مم. فالحبال الأصغر أخف وزنًا، ولكنها تبلى أسرع. أما الحبال المزدوجة فهي أنحف، ويتراوح سمكها عادة ما بين 9 مم وأقل، وتصمم للاستخدام المزدوج. وتوفر هذه الحبال هامشًا أكبر أو سلامة من القطع، لأنه من غير المحتمل أن يتم قطع كلا الحبلين، ولكنه يعقد التثبيت حول الحبل والتوجيه. تستخدم الحبال المزدوجة في تسلق الجليد والتسلق المختلط، حيث يكون من الضروري استخدام حبلين للهبوط أو النزول من المرتفعات بالحبل. كما أنها تحظى بشعبية كبيرة بين المتسلقين التقليديين، وخاصة في المملكة المتحدة، نظرًا إلى القدرة على تثبيت كل حبل بالتناوب في قطع الحماية، والسماح للحبال بالبقاء مستقيمة وبالتالي التقليل من سحب الحبل.
ينبغي عدم الخلط بين الحبل الزوجي والحبل المزدوج. عند استخدام الحبل الزوجي، يتم تثبيت كلا الحبلين في نفس قطعة الحماية، ويتم التعامل مع الاثنين بوصفهما واحدًا. وقد يكون هذا ملائمًا في الحالات التي ترتفع بها فرص انقطاع الحبل. ومع ذلك، حلت الحبال الأخف وزنًا الجديدة مع قدر أكبر من السلامة تقريبًا محل هذا النوع من الحبال.

## اقرأ أيضا
- رافعة اسطوانية
- مفج